# 深厚藻屬
深厚藻屬（學名：Buthotrephis）是已滅絕的一屬藻類，它們的化石可在海岸、淺海至深海沉積岩中發現。

## 特徵
這種軟體藻類植物的體型從小至中等均有，結構簡單，具有Y形叉枝。其化石通常為在岩石表面留下的印模或炭質薄膜。儘管在枝上可看見條紋線（可能為其體內的管結構殘體），但卻很少有將細節保存下來的標本。